# Starohrvatske županije
Starohrvatske županije predstavljaju najstariju poznatu teritorijalnu podjelu Primorske Hrvatske i okolnih krajeva.
Popis ovih županija donosi bizantski car Konstantin VII. Porfirogenet u svome djelu De administrando imperio.

## Županije u Primorskoj Hrvatskoj
Popis se vjerojatno odnosi na 9. ili početak 10. stoljeća, a etimološkom analizom drži se da ove županije predstavljaju sljedeća imena:
1. Livno, Cetina, Imota – na jugu, od Imotskog do Glamočkog polja
2. Pliva i Pset na sjeveroistoku, na sjever do Čemernice i na zapad do Plješivice;
3. Primorje, Bribir, Nin, Knin, Sidraga, Nona (kasnije Luka) – od Splita do južnog Velebita, a u unutrašnjost do Dinare;

U banskoj vlasti bile su župe Krbava, Lika i Gacka. Ove tri župe tvore zajedno Bansku Hrvatsku, a obuhvaćaju današnju Liku i vjerojatno Hrvatsko Primorje.
U kasnijim razdobljima spominju se još županije Luka (sjeverozapadno od Nina), Drid (oko Trogira), Klis (u zaleđu Splita).

## Županije u Neretvanskoj kneževini
Za područje Paganije, ili Neretvanske kneževine, car Konstantin piše:
U ovom se tekstu spominju tri županije koje se identificiraju kao: Rastoka i Mokro na obali, te Dalen u unutrašnjosti, a otoci su Mljet, Korčula, Brač i Hvar.
Kod ostalih zemalja, južno od Paganije, Konstantin ne nabraja županije, pa samo navodi smještaj Zahumlja od Neretve do Dubrovnika, Travunje od Dubrovnika od Boke kotorske, te Duklju od Boke kotorske prema jugu. U unutrašnjosti, također bez navođenja županija, spominje Srbiju i „područje“ Bosne. Područje nekadašnje rimske Panonije, sjeverno od Gvozda, pokrivala je Panonska Hrvatska, za koju također ne postoje dokazi o ranoj podjeli na županije.